# غرطر قوي
غرطر قوي (الاسم العلمي: Thamnophis valida) هو نوع من الزواحف يتبع جنس الغرطر من فصيلة الأحناش.